# 火焰紋胸鮡
火焰紋胸鮡，為輻鰭魚綱鯰形目鮡科的其中一種，為亞熱帶淡水魚類，分布於亞洲緬甸Myittha河流域，體長可7.1公分，棲息在底中層水域，生活習性不明。